# 小行星1681
小行星1681（1681 Steinmetz）是一颗围绕太阳公转的小行星。1948年11月23日，瑪格麗特·盧吉埃在尼斯发现了此天体。
該小行星以德國牧師和軌道計算員朱利爾斯·斯坦梅茨（Julius Steinmetz）命名。
这颗小行星的绝对星等为1.640788649995774等。